# آیاکا یاماشیتا (صداپیشه)
آیاکا یاماشیتا (انگلیسی: Ayaka Yamashita; January 31 – ) صداپیشه اهل ژاپن بود. وی از سال ۲۰۰۰ میلادی تاکنون مشغول فعالیت بوده‌است.